# داني ليفي
داني ليفي (بالألمانية: Dani Levy)‏ (و. 1957 – م) هو ممثل، ومخرج سينمائي، وكاتب سيناريو من سويسرا. ولد في باسل.

## روابط خارجية
- داني ليفي على موقع IMDb (الإنجليزية)
- داني ليفي على موقع ميتاكريتيك (الإنجليزية)
- داني ليفي على موقع روتن توميتوز (الإنجليزية)
- داني ليفي على موقع مونزينجر (الألمانية)
- داني ليفي على موقع قاعدة بيانات الأفلام العربية
- داني ليفي على موقع ألو سيني (الفرنسية)
- داني ليفي على موقع أول موفي (الإنجليزية)
- داني ليفي على موقع قاعدة بيانات الأفلام السويدية (السويدية)
- داني ليفي على موقع ديسكوغز (الإنجليزية)
- داني ليفي على موقع قاعدة بيانات الفيلم (الإنجليزية)